# Филмус, Талли
Талли Филмус (англ. Tully Filmus, полное имя Нафту́ли Фи́лмус — англ. Naftuli Filmus; 29 августа 1903, Атаки, Сорокский уезд, Бессарабская губерния — 25 февраля 1998, Фёрн Хилл, Массачусетс) — американский живописец.

## Биография
Нафтули (впоследствии Анатол и Талли) Филмус родился в Атаках в 1903 году, в семье Мехла Филмуса (1863—1913, из Могилёва на Днестре) и Ховы (Евы) Густовой (1873—?). У него были старшие сёстры Хона (впоследствии Анна Рейнес, 1894—1918), Фейга (в замужестве Зарицкая) и Этл (впоследствии Эттель Либерзон, 1896—?). В 1913 году вместе с семьёй перебрался в Филадельфию, где окончил Пенсильванскую академию изящных искусств. В 1927—1929 годах стажировался у Андре Лота в Париже.
По возвращении в Нью-Йорк на протяжении 1930-х годов арендовал совместное ателье с Виллемом де Кунингом. В 1937—1939 годах преподавал в Школе американских художников, в 1938—1950 годах — в художественном колледже Купер Юнион в Нью-Йорке. В 1930—1940-х годах жил в Нью-Йорке, затем до 1991 года в Грэйт Нэк на Лонг-Айленде, и до конца жизни — в Грэйт Баррингтоне (штат Массачусетс). Индивидуальные выставки проводились между 1937 и 1971 годами. В 1980 и 1985 годах прошли совместные экспозиции с его сыновьями — Стивеном (род. 1948) и Майклом (род. 1943), также художниками.
Помимо тематических композиций из хасидской жизни, создал ряд портретов, в том числе Элеоноры Рузвельт, Джорджа Забриски (1868—1954) и Джонаса Солка. Работы Филмуса находятся в Метрополитен-музее, Музее американского искусства Уитни и Национальной галерее искусства в Вашингтоне.

## Альбомы
- Tully Filmus. Кливленд: The World Publishing Company, 1963.
- Tully Filmus: Selected Drawings (с предисловием Исаака Башевиса Зингера). Филадельфия: The Jewish Publication Society of America, 1971, 1974 и 1978.

## Галерея
- Selected Drawings
- Нора
- Дебаты и штудии